# Tatiana Lysenko (atleta)
Tatiana Víktorovna Lysenko (en ruso: Татьяна Викторовна Лысенко; Bataisk, Rostov; 9 de octubre de 1983) es una atleta rusa especialista en lanzamiento de martillo, campeona del mundo en 2011.

## Trayectoria
Su revelación internacional se produjo en 2005 cuando consiguió batir en Moscú el récord mundial de lanzamiento de martillo con 77,06 m. Semanas después, fue tercera en los Mundiales de Helsinki, donde fue batida por su compatriota Olga Kuzenkova (oro) y por la cubana Yipsi Moreno (plata).
El 12 de junio de 2006 perdió su récord del mundo a manos de su compatriota Gulfiya Khanafeyeva, que lanzó 77,26 en los Campeonatos de Rusia disputados en Tula. Sin embargo, pocos días más tarde, el 24 de junio, Lysenko logró en Zhukovski un lanzamiento de 77,41, recuperando su récord. El 15 de agosto batió de nuevo su propio récord en Tallin, Estonia, con 77,80.
En el Campeonato de Europa de Gotemburgo 2006 ganó la medalla de oro, su primera victoria en un gran campeonato.
Lysenko fue sancionada por dopaje con efecto retroactivo en mayo de 2008, por lo que le fueron anuladas todas las marcas logradas desde el 15 de julio de 2007, incluyendo un récord del mundo, y no pudo competir hasta el 14 de julio de 2009.
Se proclamó campeona del mundo en Daegu 2011, título que revalidó en Moscú 2013.
En los Juegos Olímpicos de Londres 2012 obtuvo la medalla de oro con un lanzamiento de 78,18 metros.
El 6 de abril de 2016 se informó que Lysenko dio positivo por dopaje tras volver a analizarse sus muestras del Campeonato Mundial de 2005 en Helsinki, por lo que fue suspendida de manera provisional.

## Resultados

### Competiciones
| Año  | Competición        | Lugar                | Puesto           | Marca   |
| ---- | ------------------ | -------------------- | ---------------- | ------- |
| 2003 | Universiada        | Daegu, Corea del Sur | 5º               | 62,04 m |
| 2004 | Juegos Olímpicos   | Atenas, Grecia       | Elim.            | 66,82 m |
| 2005 | Campeonato Mundial | Helsinki, Finlandia  | Medalla de plata | 72,46 m |
| 2006 | Superliga Europea  | Málaga, España       | Medalla de oro   | 76,50 m |
| 2006 | Campeonato Europeo | Gotemburgo, Suecia   | Medalla de oro   | 76,67 m |
| 2009 | Campeonato Mundial | Berlín, Alemania     | 6°               | 72,22 m |
| 2010 | Campeonato Europeo | Barcelona, España    | Medalla de plata | 75,65 m |
| 2011 | Campeonato Mundial | Daegu, Corea del Sur | Medalla de oro   | 77,13 m |
| 2012 | Juegos Olímpicos   | Londres, Reino Unido | DQ               | 78,18 m |
| 2013 | Campeonato Mundial | Moscú, Rusia         | Medalla de oro   | 78,80 m |

### Marca personal
- 78,51 m - Cheboksary, Rusia (5 de julio de 2012)